# Annick van Hardeveld
Annick Germaine Mathilde van Hardeveld (* 9. November 1923 in Amsterdam; † 4. Mai 1945 ebenda)  war eine niederländische Widerstandskämpferin gegen die deutsche Besetzung der Niederlande während des Zweiten Weltkriegs und die wahrscheinlich letzte Kurierin, die während des Krieges in den Niederlanden ermordet wurde.

## Werdegang und Ausbildung

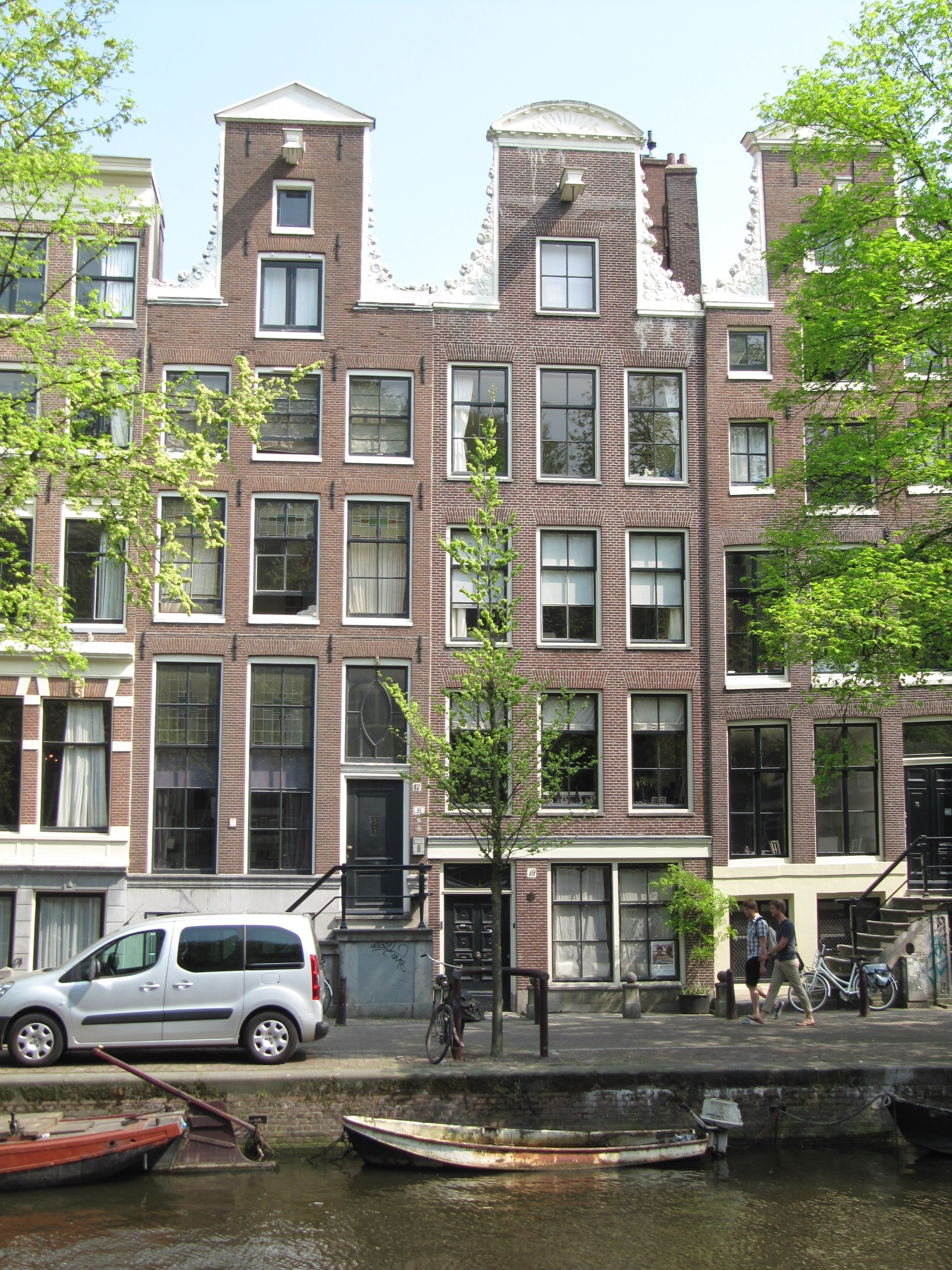
Reguliersgracht 19

Annick van Hardeveld war die Tochter des Architekten Jan van Hardeveld (1891–1953) und der Bretonin Germaine Bertin (1896–1995). Zusammen mit ihrem jüngeren Bruder Yann Emile (* 1927) wuchs sie in einem wohlhabenden katholischen Umfeld auf. Mit ihrer Familie lebte sie in Amsterdam-Zuid in der Reguliersgracht 19, ab 1931 in der Van Breestraat 120 und ab 1935 im Koninginneweg 11, wo ihr Vater ein Architekturbüro hatte. Innerhalb der Familie wurde Französisch gesprochen und die Van Hardevelds waren in der französischsprachigen Gemeinde von Amsterdam aktiv. Die Sommer verbrachten sie oft bei Verwandten im Küstendorf Dinard in der Bretagne. Annick van Hardeveld besuchte zunächst ab September 1930 die örtliche Sint-Jacobusschule und nach der 3. Klasse von 1934 bis Ende 1936 das von Nonnen geführte Internat Mariënburg in Bussum, wie viele Kinder wohlhabender Eltern. Danach setzte sie ihre schulische Ausbildung am Mulo (vergleichbar der Mittelschule) in Amsterdam fort. Im Mai 1937 beging sie in der Kerk van Onze-Lieve-Vrouw van de Allerheiligste Rozenkrans in der Jacob Obrechtstraat ihre Erstkommunion. Im Sommer 1939 reiste sie mit dem Zug in Begleitung ihrer französischen Großmutter nach Lourdes und besuchte die Grotte von Massabielle. Nach der deutschen Invasion und darauffolgenden Besetzung der Niederlande im Jahr 1940 zog sich ihr Vater von seinem Amt als Gemeinderat der „Roomsch-Katholieke Staatspartij“ (RKSP) zurück und sein Architekturbüro erhielt immer weniger Aufträge. Annick van Hardeveld schloss ihre Schulausbildung im Juli 1942 mit einer gut benoteten Prüfung ab und belegte anschließend einen Kurs an der Haushaltsschule Amsterdam. Sie fand eine Anstellung als Bürokauffrau bei der Bekleidungsfirma Gebroeders Konersmann, kündigte die Arbeit jedoch schon nach sechs Wochen.

## Arbeit im Widerstand und Tod
Etwa zu dieser Zeit schloss Annick van Hardeveld sich dem Widerstand an. Sie absolvierte einen Erste-Hilfe-Kurs und ließ sich zur Rot-Kreuz-Schwester ausbilden. Nach ihrem Diplom begann sie Ende 1943 im Krankenhaus Wilhelmina Gasthuis zu arbeiten. Aus Vorsicht hielt sie ihre Widerstandstätigkeit vor den Eltern, ihrem jüngeren Bruder und auch vor ihrem zeitweiligen Freund Jack van Besouw, den sie im Herbst 1943 kennengelernt hatte, geheim. Zusammen mit ihrer Freundin Annik Delibes gehörte sie zu einer von Ton Schilling geführten Widerstandsgruppe, die 1944 als „C-Max III“ Teil der Binnenlandse Strijdkrachten wurde. Die Gruppe hatte ihren Stützpunkt im Vossius-Gymnasium in der Messchaertstraat 1, wo sie Waffen, Munition, erbeutete Lebensmittelkarten und Lebensmittel zur Verteilung lagerten und in einem Gebäude im oberen Stockwerk am Valeriusplein 40. Die aufgrund ihrer Tätigkeit als Krankenschwester erteilte Ausnahmeregelung ermöglichte es Annick van Hardeveld sich auch während der Ausgangssperren relativ ungehindert in der Stadt bewegen zu können, um in ihrer Krankenhausuniform Lebensmittelkarten, falsche Papiere, Waffen und Munition zu transportieren. In der Widerstandsgruppe, die aus etwa dreißig jungen Männern und Frauen bestand, hatte sie einen guten Ruf und wurde trotz ihrer Schüchternheit als charismatisch, charmant, freundlich und entschlossen beschrieben.
In der Nacht vom 4. auf den 5. Mai 1945 wurde sie zum Vossius-Gymnasium in Amsterdam-Nord geschickt, um Nachrichten zu übermitteln. In ihrer Krankenschwesteruniform war sie mit dem Fahrrad unterwegs, als sie auf dem Hekelveld auf eine Streife der Ordnungspolizei traf, die sie ohne Vorwarnung erschoss. Um halb drei in der Nacht wurde ihr Tod auf der Polizeiwache Warmoesstraat gemeldet. Auf sie wurde mehrfach von hinten mit Maschinenpistolen geschossen. Annick van Hardeveld gilt als die letzte in den Niederlanden getötete Kurierin im Widerstand. Am 11. Mai wurde in der Kerk van Onze-Lieve-Vrouw van de Allerheiligste Rozenkrans in der Jacob Obrechtstraat die Requiemmesse für sie gehalten. Anschließend wurde sie mit militärischen Ehren auf dem Friedhof von Buitenveldert an der Amstelveenscheweg im Amsterdamer Stadtteil Zuideramstel beigesetzt.

## Gedenken
- Ende 1981 wurde Annick van Hardeveld posthum mit dem „Verzetsherdenkingskruis“ (Widerstands-Gedenkkreuz) ausgezeichnet.[1]

- Am 4. Mai 1985 wurde an dem Ort, an dem sie erschossen wurde, im Beisein ihrer Mutter, ihres Bruders und einiger Mitglieder ihrer ehemaligen Widerstandsgruppe ein von Hans Bayens entworfenes Denkmal zu ihrem Gedenken eingeweiht.[1] Die Natursteinsäule mit einer beschrifteten Bronzetafel steht im Hekelveld, an der Kreuzung des Nieuwezijds Voorburgwal und der Spuistraat.[3] Der Text am Mahnmal lautet:

Op deze plek werd 4 mei 1945 de

laatste koerierster uit het verzet

Annick van Hardeveld

door de duitse bezetter vermoord.

Zij was 21 jaar oud.

Dit teken is een

eerbewijs aan allen die streden

tegen onrecht en onderdrukking.

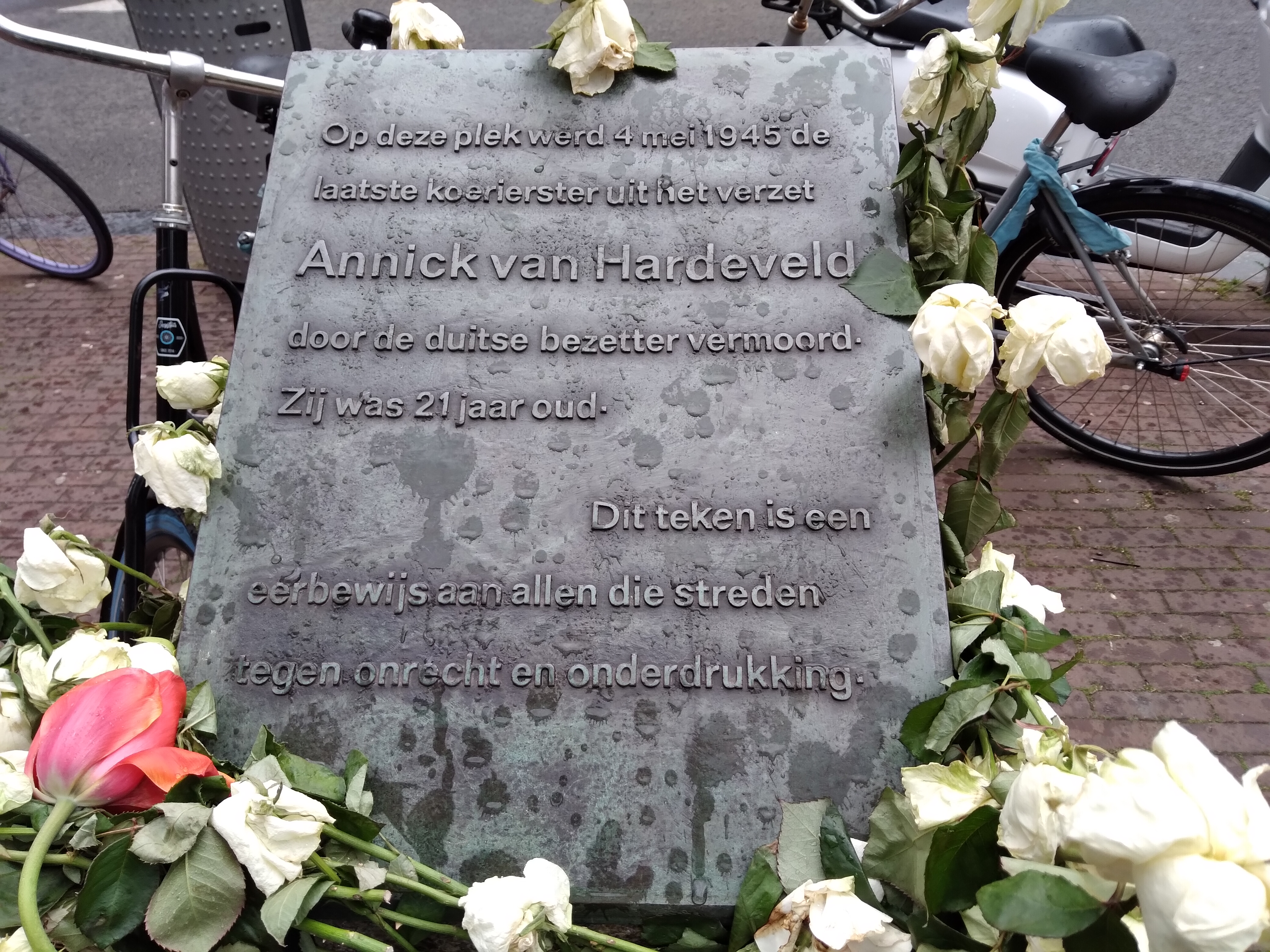
Denkmal für Annick van Hardeveld

An dieser Stelle wurde am 4. Mai 1945 die

letzte Kurierin des Widerstands

Annick van Hardeveld

von den deutschen Besatzern ermordet.

Sie war 21 Jahre alt.

Dieses Zeichen ist ein

Tribut an alle, die gekämpft haben

gegen Ungerechtigkeit und Unterdrückung.
- Seit 1999 findet jeweils am 4. Mai mit dem „Annick van Hardeveld Memorial Alleycat“ ein Wettbewerb für Fahrradkuriere statt. Der Zielpunkt befindet sich am Denkmal. Nach dem Rennen legen die Kuriere zwei Schweigeminuten für die Widerstandskämpfer ein[3] und schmücken das Mahnmal mit Rosen.[5]
- 1997 wurden Annick van Hardeveld und ihre Kurierkollegen mit der Benennung eines neuen Platzes im Zentrum von Amsterdam geehrt: dem Koerierstersplein.[3]
- Im Jahr 2013 gab die gleichnamige Nichte Annick van Hardeveld das zusammen mit ihrem Vater Yann van Hardeveld verfasste Buch Annick van Hardeveld 1923–1945. Een persoonlijke familiegeschiedenis heraus.[7][8]